# Krytron

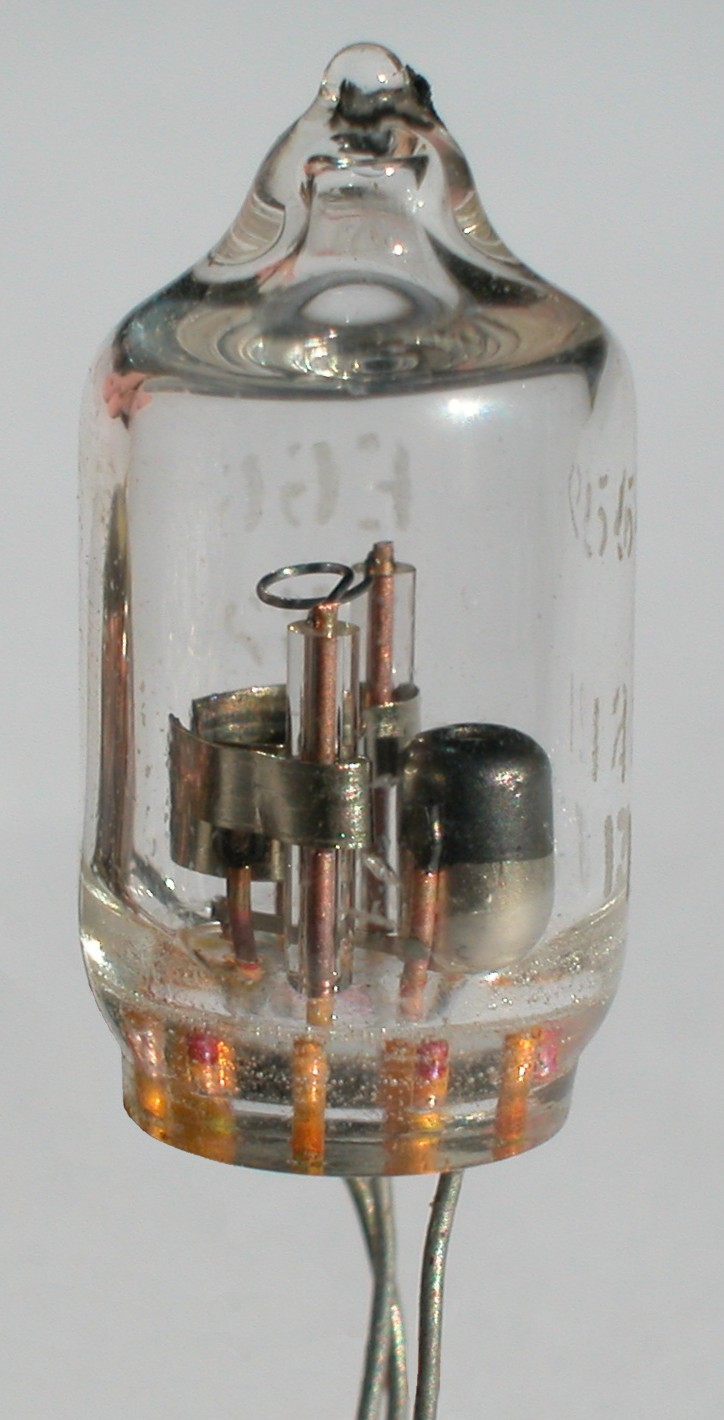
Krytron KN2 o wysokości ok. 25 mm

Krytron – lampa gazowana z zimną katodą występująca jako czteroelektrodowy szybki łukowy łącznik wysokiego napięcia i dużego prądu, stosowany w elektronice. W czasie II wojny światowej używany w radarach, a obecnie w urządzeniach nuklearnych.
Wersja próżniowa tej lampy nosi nazwę Sprytron. Jest ona  używana w warunkach wysokiego poziomu promieniowania jonizującego - w krytronie promieniowanie to mogłoby spowodować przypadkowe przełączenie.